# Cesta kolem světa za osmdesát dní

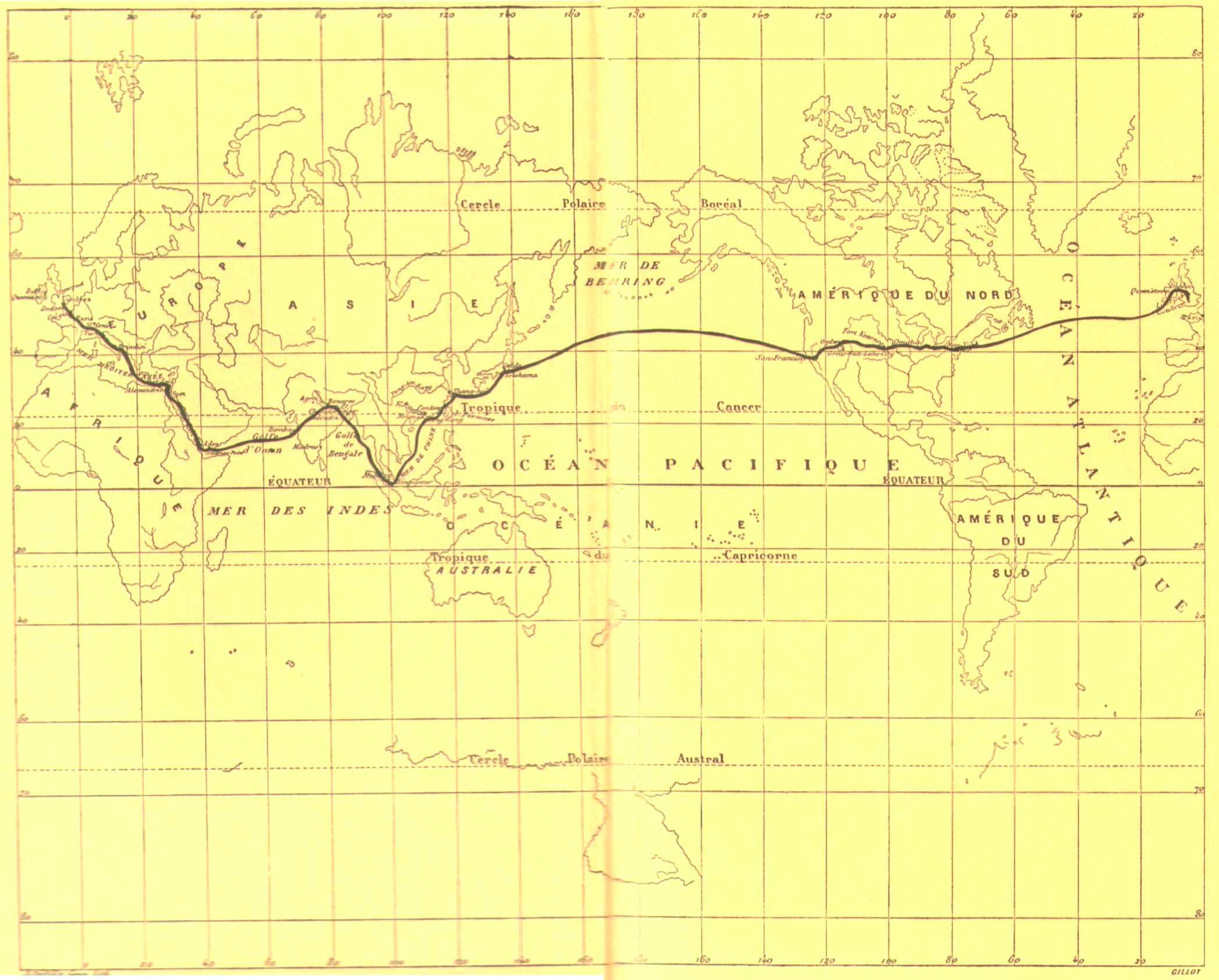
Cesta kolem světa za osmdesát dní, mapa z francouzského vydání.

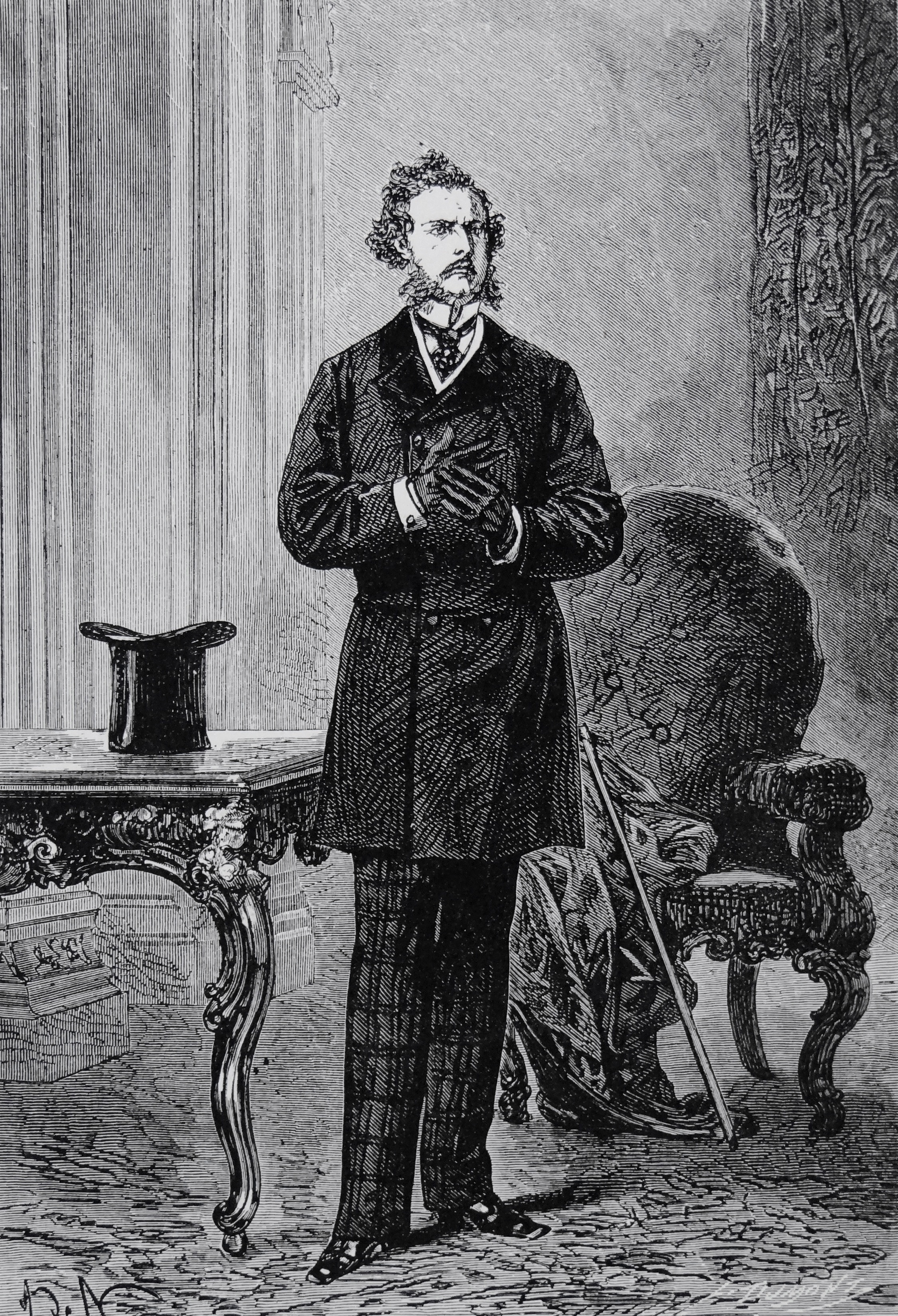
Cesta kolem světa za osmdesát dní (Phileas Fogg), původní ilustrace.

Cesta kolem světa za osmdesát dní (1873, Le tour du monde en quatre–vingts jours) je dobrodružný román francouzského spisovatele Julesa Verna z jeho cyklu Podivuhodné cesty (Les Voyages extraordinaires). Díky napínavému ději a spádu vypravování se jedná o jednu z nejoblíbenějších Vernových knih. Do češtiny byl román přeložen již roku 1873 jako druhá Vernova kniha.

## Obsah románu
Příběh začíná 2. října roku 1872 v Londýně a jeho hlavními hrdiny jsou bohatý, osamělý a svobodný anglický džentlmen Phileas Fogg se svým francouzským sluhou Passepartoutem (francouzský význam je paklíč, v některých českých vydáních označován jménem Proklouz), který se nechal u Philease Fogga zaměstnat, protože věřil, že díky pánovým pravidelným zvykům bude mít klidnou službu. Netuší, že jeho pán si odpoledne v Reformním klubu, jehož je členem, přečte v The Morning Chronicle (v některých vydáních The Daily Telegraph) článek o otevření nového úseku železniční tratě Bombaj – Kalkata v Indii a spočítá si, že díky tomu je nyní možno vykonat cestu kolem světa během osmdesáti dnů. Když ostatní členové klubu vyjádří své pochybnosti o provedení takovéto cesty, vsadí se s nimi o celé své jmění (dvacet tisíc liber), že cestu uskuteční. A tak se ještě téhož dne večer musí Passepartout se svým pánem vydat vlakem ve 20.45 na strastiplnou cestu. Ani jeden netuší, že jsou sledováni detektivem Fixem ze Scotland Yardu, protože Fogg je podobný bankovnímu lupiči, se kterým si ho Fix spletl.
Cesta měla probíhat podle následujícího plánu:
| Úsek trasy               | Dopravní prostředek | Počet dnů |
| ------------------------ | ------------------- | --------- |
| Londýn – Suez            | vlak a loď          | 7         |
| Suez – Bombaj            | loď                 | 13        |
| Bombaj – Kalkata         | vlak                | 3         |
| Kalkata – Hongkong       | loď                 | 13        |
| Hongkong – Jokohama      | loď                 | 6         |
| Jokohama – San Francisco | loď                 | 22        |
| San Francisco – New York | vlak                | 7         |
| New York – Londýn        | loď a vlak          | 9         |
| Celkem:                  | Celkem:             | 80        |
Cestovatelé se bez problému dostanou do Suezu a nastoupí na parník do Bombaje. Fix cestuje s nimi, protože nezískal v Egyptě včas zatykač, a záměrně se spřátelí s Passepartoutem. V Bombaji všichni nastoupí na vlak do Kalkaty. Brzy se však ukáže, že zpráva o dokončení železnice byla poněkud přehnaná, a tak cestovatelé musí část cesty překonat na slonu, za kterého Phileas Fogg zaplatil závratnou cenu dva tisíce liber. Během této cesty zachrání Fogg s Passepartoutem z pohřební hranice mladou indickou ženu Audu (ve francouzském originále Aouda), která měla být podle místních zvyků proti své vůli upálena se svým mrtvým manželem. Protože by Auda nebyla ve své vlasti v bezpečí, slíbí jí, že jí vezmou k jejímu příbuznému do Hongkongu.
V Kalkatě se Fix pokusí Fogga zatknout, ale tomu je umožněno složit kauci. Fix je donucen následovat Fogga lodí do Hongkongu. Tam Fogg zjistí, že Audin příbuzný se odstěhoval někam do Evropy a rozhodne se vzít Audu na další cestu sebou. Protože detektiv Fix má poslední šanci, jak zatknout Fogga na místě, kde ještě platí britské zákony, zdrží Passepartouta v opiovém doupěti a tak mu zabrání sdělit Foggovi zprávu o předčasném odjezdu lodi do Jokohamy. Fogg loď sice zmešká, ale zaplatí si cestu v malém člunu do Šanghaje, kde parník do Jokohamy chytí.
Z Jokohamy se dostanou bez problému přes Pacifik do San Francisca, přičemž Fix slíbí Passepartoutovi, že teď bude Fogga na jeho cestě podporovat (chce ho mít brzy na britské půdě, aby ho mohl zatknout). V San Franciscu nastoupí všichni na vlak do New Yorku. Cestou jsou však přepadeni Indiány, kteří zajmou Passepartouta jako rukojmího. Úspěšnou snahou o jeho zachránění se však Fogg natolik zdrží, že zmešká loď do Liverpoolu. Brzy však nalezne malý parník, mířící do Bordeaux, a přesvědčí posádku, aby změnili kurz lodě na Britské ostrovy. Loď pluje po několik dnů plnou parou a brzy se vyčerpá zásobu paliva. Fogg loď proto draze koupí a spálí jako palivo všechny její dřevěné části. Dostane se včas do Queenstownu (dnes Cobh) v Irsku a chce se přes Dublin a Liverpool dostat do Londýna. Fix jej však zatkne. Omyl se zakrátko vysvětlí, protože pravý bankovní lupič byl před několika dny zadržen. Fogg podlehne náhlému popudu a srazí Fixe dobře mířeným direktem na zem, nicméně zmešká vlak a vrátí se do Londýna o pět minut později a tím sázku prohraje.
Druhý den se Fogg ve svém domě omlouvá Audě, že v důsledku prohrané sázky přišel o všechen majetek a nemůže ji finančně podporovat. Auda se mu však náhle vyzná, že ho miluje, a zeptá se ho, zda si ji nechce vzít za ženu. Fogg okamžitě zavolá Passepartouta, aby zajistil kněze. U něj Passepartout zjistí, že není 22. prosince, jak si Fogg, Auda i Passepartout myslí, ale teprve 21. prosince, takže Fogg ve skutečnosti sázku vyhrál. Phileas Fogg, aniž by to tušil, získal k dobru jeden den, protože cestoval východním směrem. Po překročení každého poledníku směrem na východ, získal čtyři minuty. A tak, jelikož obvod Země má celkem 360 stupňů, to úhrnem dělá 360 × 4 = 1440 minut, čili 24 hodin. To, že tento fakt zjistil Phileas Fogg čirou náhodou, je nejméně pravděpodobnou částí celého románu, neboť jednak Fogg na začátku příběhu věnoval velkou pozornost časovému rozvrhu celé cesty, jednak se posunutí data muselo po překročení datové čáry projevit už ve Spojených státech. Fogg se dostaví do Reformního klubu (a to přesně ve 20 h 45 min), aby sázku vyhrál. Druhého dne se ožení s Audou a Jeana Passepartouta přijme nastálo za sluhu.

## Ilustrace
Knihu Cesta kolem světa za osmdesát dní ilustroval Alphonse de Neuville a Léon Benett.

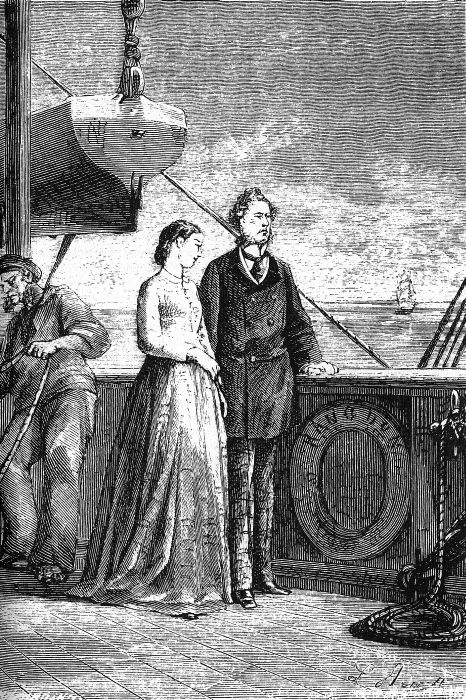
Pan Fogg a paní Auda
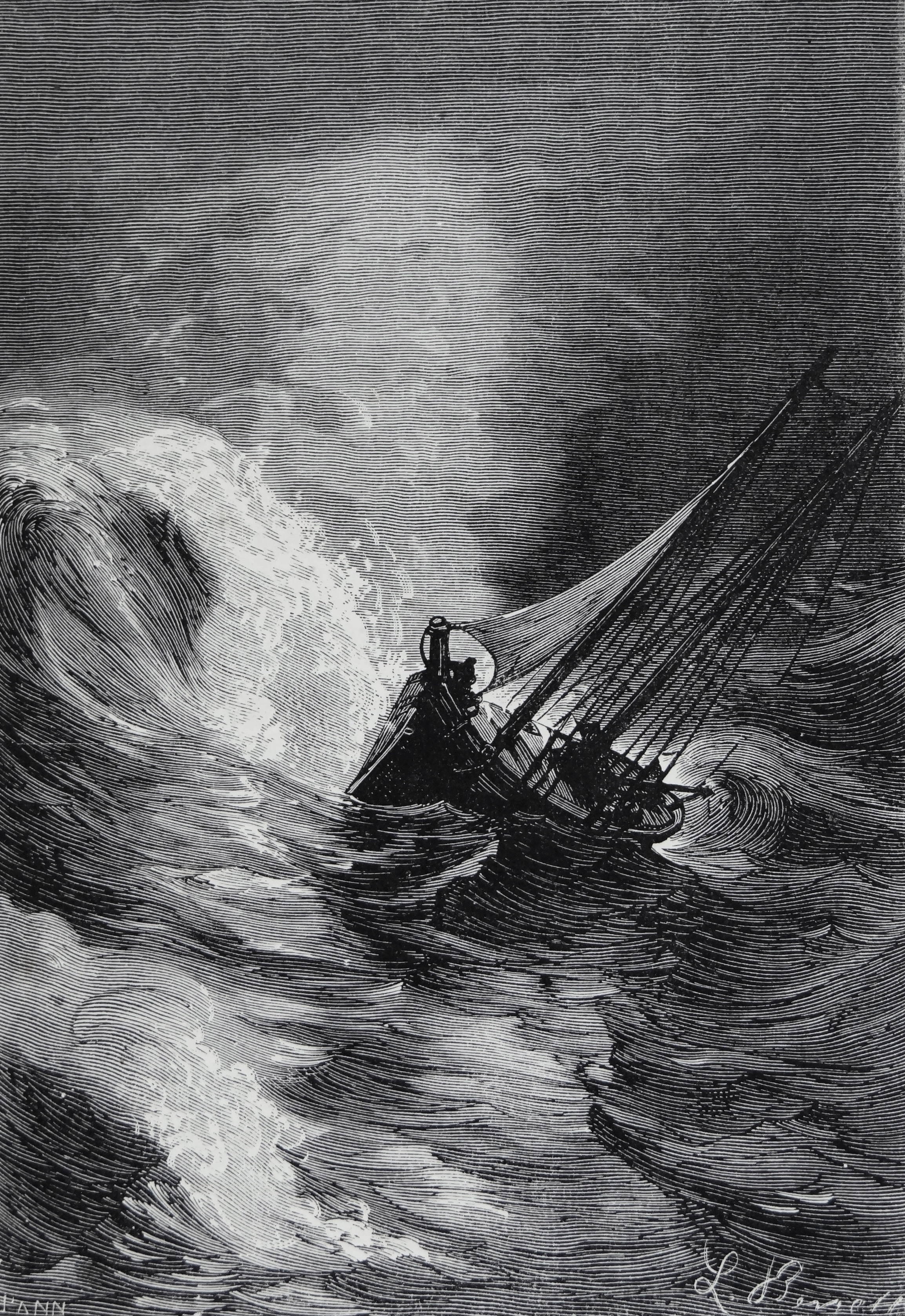
Plavba z Hongkongu do Šanghaje
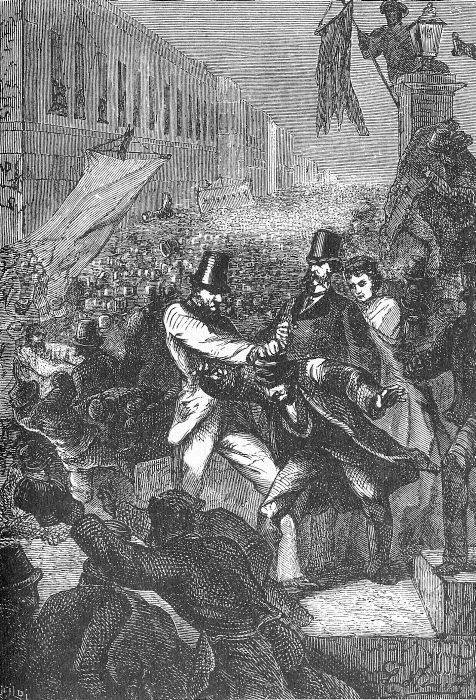
Stamp Proctor a veřejný mítink v San Franciscu
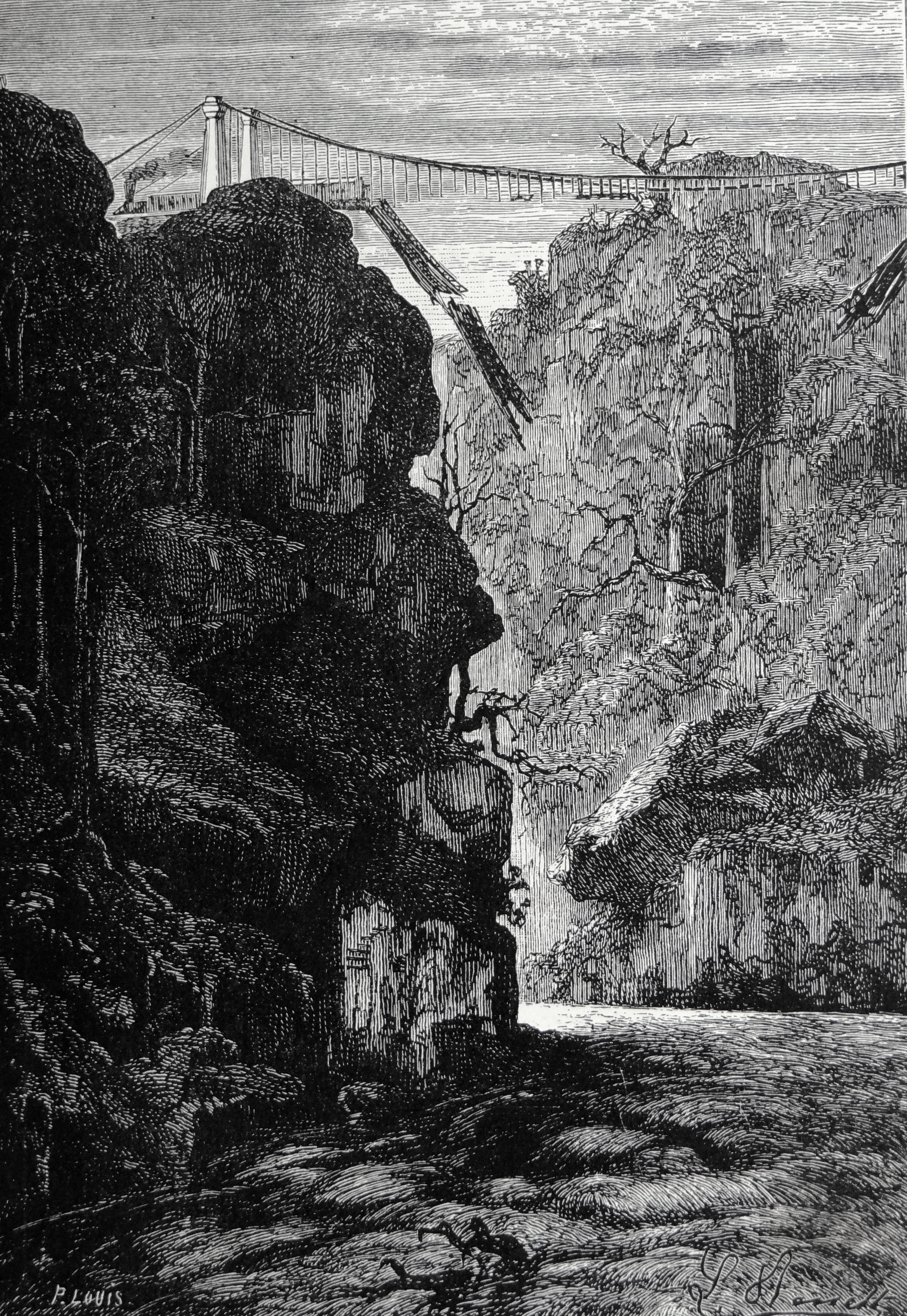
Pád železničního mostu u Medicine Bow
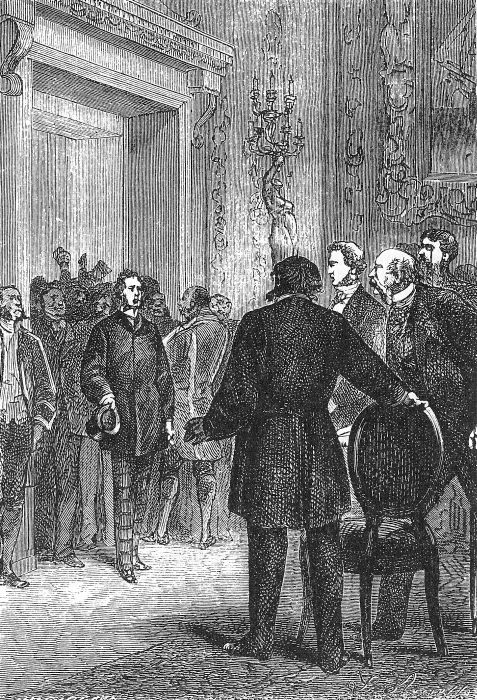
Návrat do Reformního klubu

## Česká vydání
- Cesta kolem světa za osmdesáte dní, Spolek pro vydávání laciných knih českých, Praha 1873, přeložil J. Drn. Dostupné online.
- Cesta kolem světa v osmdesáti dnech, Alois B. Laermann, Praha 1884, přeložil J. Tichý,
- Cesta kolem světa za osmdesát dní, Rudolf Štorch, Praha 1895, dle J. Vernea vypravuje František Hurt,
- Cesta kolem světa za osmdesát dní, Bedřich Kočí, Praha 1907, přeložila Růžena Kohoutová,
- Cesta kolem světa za osmdesát dní, J. R. Vilímek, Praha 1913, přeložil B. Klika, znovu 1924, 1929 a 1934.
- Cesta kolem světa za osmdesát dní, SNDK, Praha 1951, přeložil Václav Netušil, znovu 1953.
- Cesta kolem světa za osmdesát dní, SNKLHU, Praha 1959, přeložil Josef Pospíšil, znovu SNKLU, Praha 1961, SNDK, Praha 1963, Albatros, Praha 1971 a Ivo Železný, Praha 1991.
- Cesta kolem světa za osmdesát dní, Návrat, Brno 1997, přeložil B. Klika, znovu 2000, 2005 a 2012.
- Cesta kolem světa za osmdesát dní, Nava, Plzeň 2005,
- Cesta kolem světa za osmdesát dní, Levné knihy KMa, Praha 2005, přeložil Josef Pospíšil, znovu 2006.
- Cesta kolem světa za osmdesát dní, Tribun EU, Brno 2007.
- Cesta kolem světa za osmdesát dní, Nakladatelství Josef Vybíral, Žalkovice 2012, přeložil B. Klika.
- Cesta kolem světa za osmdesát dní, Nakladatelství Václav Vávra, Praha 2013, přeložil Josef Pospíšil.
- Cesta kolem světa za osmdesát dní, Omega, Praha 2015, přeložil B. Klika, znovu 2019.
- Cesta kolem světa za osmdesát dní, Naše vojsko, Praha 2018, přeložila Marcela Kořínková.
- Cesta kolem světa za osmdesát dní, Nakladatelství Dobrovský, Praha 2025, přeložila Lucie Secká.

## Adaptace

### Filmové adaptace
- Around the World in Eighty Days, USA 1956, režie Michael Anderson, v roli Philease Fogga David Niven, film získal pět Oscarů.
- Willy Fog na cestě kolem světa , Španělsko 1981, animovaný
- Around The World in 80 Days, USA 1989, režie Buzz Kulik, třídílný televizní film, v roli Philease Fogga Pierce Brosnan a v roli detektiva Fixe Peter Ustinov,
- Le Tour du monde en quatre-vingts jours, Francie 2000, režie Henri Heidsieck, animovaný film,
- Cesta kolem světa za 80 dní (Around the World in 80 Days), USA 2004, režie Frank Coraci, v roli Philease Fogga Steve Coogan a v roli Passepartouta Jackie Chan.

### Zvukové nahrávky
- Cesta kolem světa za osmdesát dní – dramatizace. Překlad František Netušil a Josef Pospíšil, dramatizace Tomáš Vondrovic a Jiří Šrámek, hudba Ladislav Štaidl, režie Jiří Šrámek. Účinkují Viktor Preiss, Petr Haničinec, Jana Andresíková, Jiří Adamíra, Ladislav Mrkvička, Petr Nárožný, Hana Maciuchová. Supraphon 1987[1]
- Cesta kolem světa za osmdesát dní – rozhlasová hra. Překlad Josef Pospíšil, dramatizace Ondřej Neff, hudba Vladimír Popelka, režie Jiří Horčička. Účinkují Eduard Cupák (Phileas Fogg), Jan Faltýnek (Jean Passepartout), Rudolf Hrušínský (detektiv Fix), Gabriela Vránová (Auda), Čestmír Řanda (Stuart), Jiří Šrámek (Sullivan), Zdeněk Martínek (Ralph), Jan Skopeček (strojvůdce), Svatopluk Skládal (lupič Morrison), Miloš Rozhoň (hlídač) a další. Československý rozhlas, 1986